# NGC 1263
NGC 1263 (również PGC 12114) – galaktyka spiralna z poprzeczką (SB0-a), znajdująca się w gwiazdozbiorze Erydanu. Odkrył ją 31 grudnia 1885 roku Francis Leavenworth.